# Ian Mehamed
Ian Mehamed (* 11. September 1989 in Mar del Plata) ist ein argentinischer Beachvolleyballspieler.

## Karriere
Mehamed spielte 2008 bei den Mallorca Open sein erstes Turnier der FIVB World Tour mit Facundo Del Coto. Ab 2013 trat er mit Julián Amado Azaad an und erzielte in der kontinentalen Turnierserie regelmäßig Ergebnisse unter den besten Fünf. Bei den Grand Slams in Corrientes und Gstaad belegten Azaad/Mehamed den 17. und 25. Platz. Bei den Anapa Open kamen sie als Neunte erstmals in die Top Ten. Anschließend schieden sie bei den Grand Slams in Berlin und Moskau früh aus. 2014 gewannen sie in der kontinentalen Serie ein Turnier in Chile.
Mehamed spielte ab April 2014 auf der kontinentalen Turnierserie überwiegend mit Nicolás Capogrosso. Mit Capogrosso absolvierte er bei den Paraná Open auch sein erstes Turnier der FIVB World Tour und wurde dabei gleich Fünfter. Bei den kontinentalen Turnieren 2015 kamen sie regelmäßig unter die besten Fünf. Bei ihrem ersten Grand Slam in Sankt Petersburg belegten Capogrosso/Mehamed den 25. Platz. Anschließend erreichten sie bei den Panamerikanischen Spielen in Toronto den sechsten Rang. Sie beendeten das Jahr mit einem fünften und einem 17. Platz bei den Open-Turnieren in Rio de Janeiro und Puerto Vallarta. 2016 wurden sie bei den CSV-Turnieren regelmäßig mindestens Fünfte. Auf der World Tour schieden sie hingegen bei den Maceió Open und dem Grand Slam in Rio de Janeiro früh aus. Später schlossen sie die Open-Turniere in Fortaleza und Cincinnati jeweils auf dem 17. Platz ab.
Seit 2017 ist Mehamed Trainer des argentinischen Beachvolleyball-Nachwuchses.